# Luštěniny

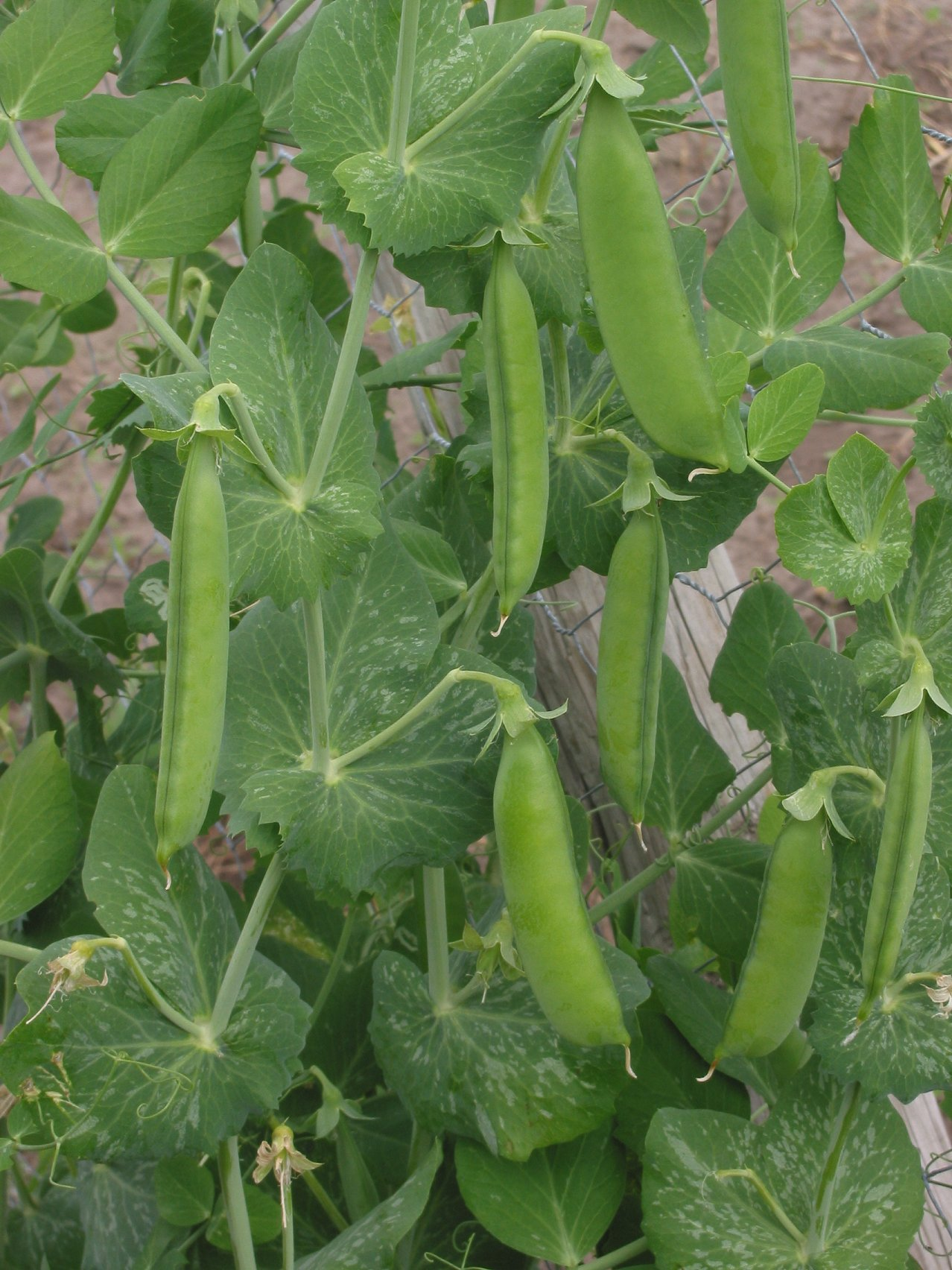
Hrachové lusky

Luštěniny neboli luskoviny je souhrnné označení pro skupinu rostlin a jejich plodů zahrnující hrách, fazole, čočku, cizrnu, sóju, lupinu. Většina z nich spadá do čeledi bobovitých.

## Nutriční hodnota
Luštěniny mají vysoký obsah bílkovin. Běžně obsahují sacharidy (nepřesně uhlovodany) krátkých řetězců, které, ač nestravitelné lidským trávicím ústrojím, jsou tráveny bakteriemi nacházejícími se v tlustém střevě, což způsobuje nadýmání. Dále obsahují značné množství vitaminů skupiny B, poměrně dost nerostných látek, vápník, fosfor a železo.
Díky vysokému obsahu bílkovin jsou velmi důležitým prvkem ve stravě vegetariánů. Velmi vhodné jsou také pro diabetiky, snižují hladinu cukru v krvi, neboť mají nízkou hladinu glykemického indexu.
Až na sóju a podzemnici olejnou jsou všechny chudé na tuky.

## Pěstování
Rostliny luštěnin mají vysokou schopnost vázat atmosférický dusík symbiózou s baktériemi (rod Rhizobium), díky čemuž vyžadují méně hnojiv. Jsou proto používány pro obnovení půdy, v níž byl dusík vyčerpán.

## Ekologický význam
Luštěniny hrají důležitou roli v ekologickém zemědělství díky schopnosti symbiotické fixace atmosférického dusíku. Tuto fixaci umožňují bakterie rodu Rhizobium, které žijí v kořenových hlízkách luštěnin a přeměňují dusík ze vzduchu na formu využitelnou rostlinami. Tím se zlepšuje úrodnost půdy a snižuje potřeba průmyslově vyráběných hnojiv, čímž přispívá k udržitelnému hospodaření a omezení emisí skleníkových plynů.

## Škůdci a choroby
Luštěniny jsou náchylné k celé řadě škůdců. Mezi nejčastější patří mšice, svilušky, molice a zejména brouci rodu Bruchus, kteří napadají semena. V některých oblastech způsobují významné ztráty také larvy zrnokazů.
Kromě škůdců se luštěniny potýkají i s různými chorobami, mezi které patří padlí, antraknóza, rzi a virové infekce. Tyto choroby mohou výrazně ovlivnit výnos a kvalitu sklizených plodin.

## Historie a kulturní význam
Pěstování luštěnin sahá až do neolitu. Archeologické nálezy ukazují, že čočka a hrách byly pěstovány již na území dnešního Blízkého východu před více než 8 000 lety. Luštěniny hrají klíčovou roli ve stravě mnoha národů – v Indii je to dal, ve Středomoří hummus z cizrny, v Latinské Americe například fazole.

Organizace OSN pro výživu a zemědělství (FAO) vyhlásila rok 2016 Mezinárodním rokem luštěnin, aby upozornila na jejich výživovou hodnotu, ekologické přínosy a význam pro potravinovou bezpečnost.

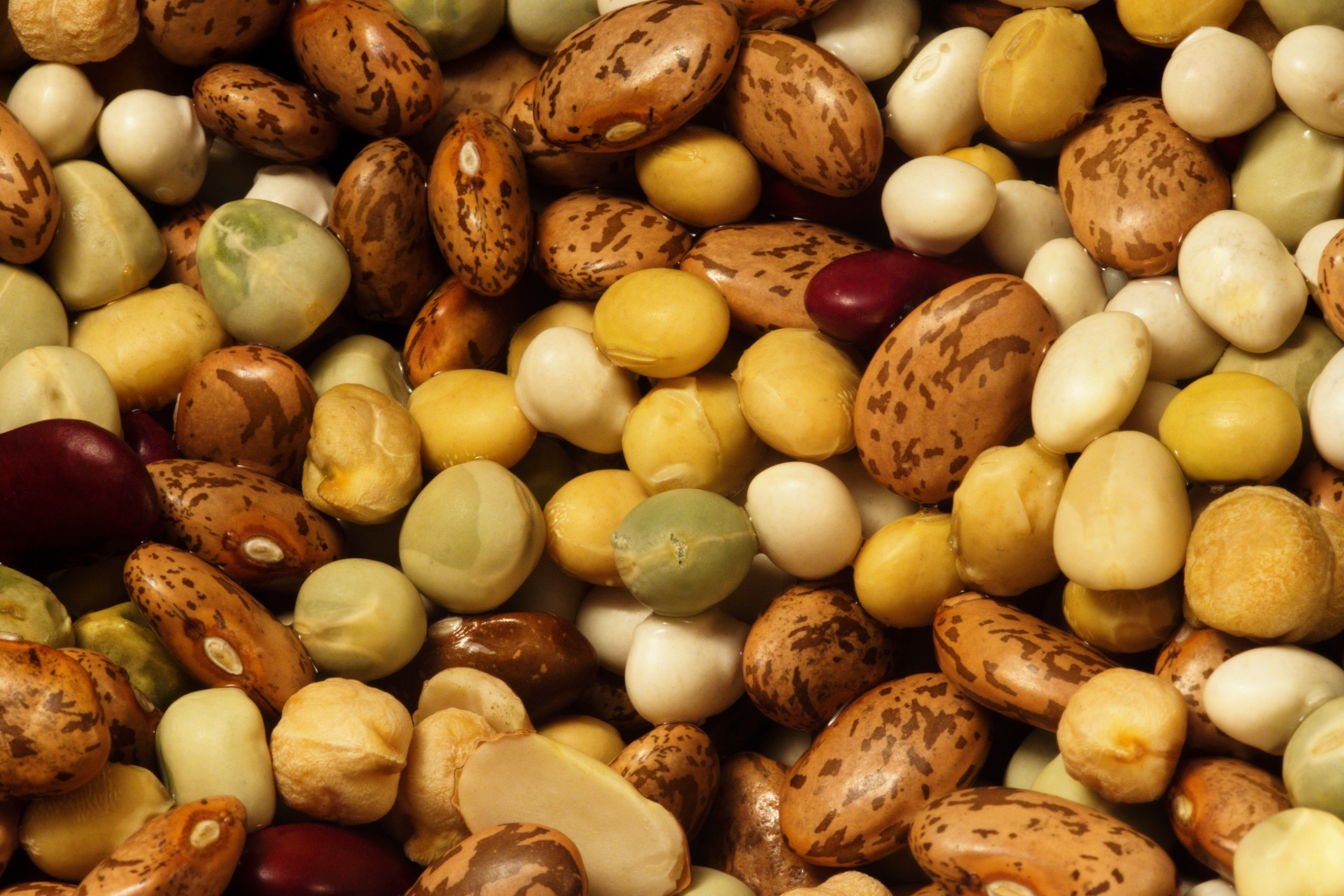
Směs luštěnin, mimo jiné fazole a hrách

## Úprava luštěnin před konzumací
S výjimkou čerstvého hrášku by se luštěniny kvůli nestravitelnosti svého obalu neměly konzumovat syrové. Dalším důvodem je obsah následujících látek:
- obsah trypsinového inhibitoru, jehož primární úlohou např. u sojových bobů je ochrana proti hmyzu. Trypsin je jedním z trávicích enzymů člověka a syrové luštěniny by způsobily vážné trávicí potíže.[8]
- obsah lektinů, jež způsobují srážení červených krvinek – stěny krvinek obsahují cukry, na které se lektiny snadno vážou. Příčina přítomnosti lektinu v luštěninách je zatím neobjasněná.[9]

Obě uvedené toxické látky lze odstranit pomocí namáčení a varem. Doba máčení je 12 hodin, poté je třeba vodu vylít a dát luštěniny vařit v čerstvé vodě. Množství toxických látek lze rovněž snížit klíčením.

## Druhy luštěnin
- Hrách setý pravý
- Hrách setý rolní = peluška
- Sója luštinatá (sojové boby)
- Čočka jedlá (zastarale čočovice)
- Fazol obecný (fazole)

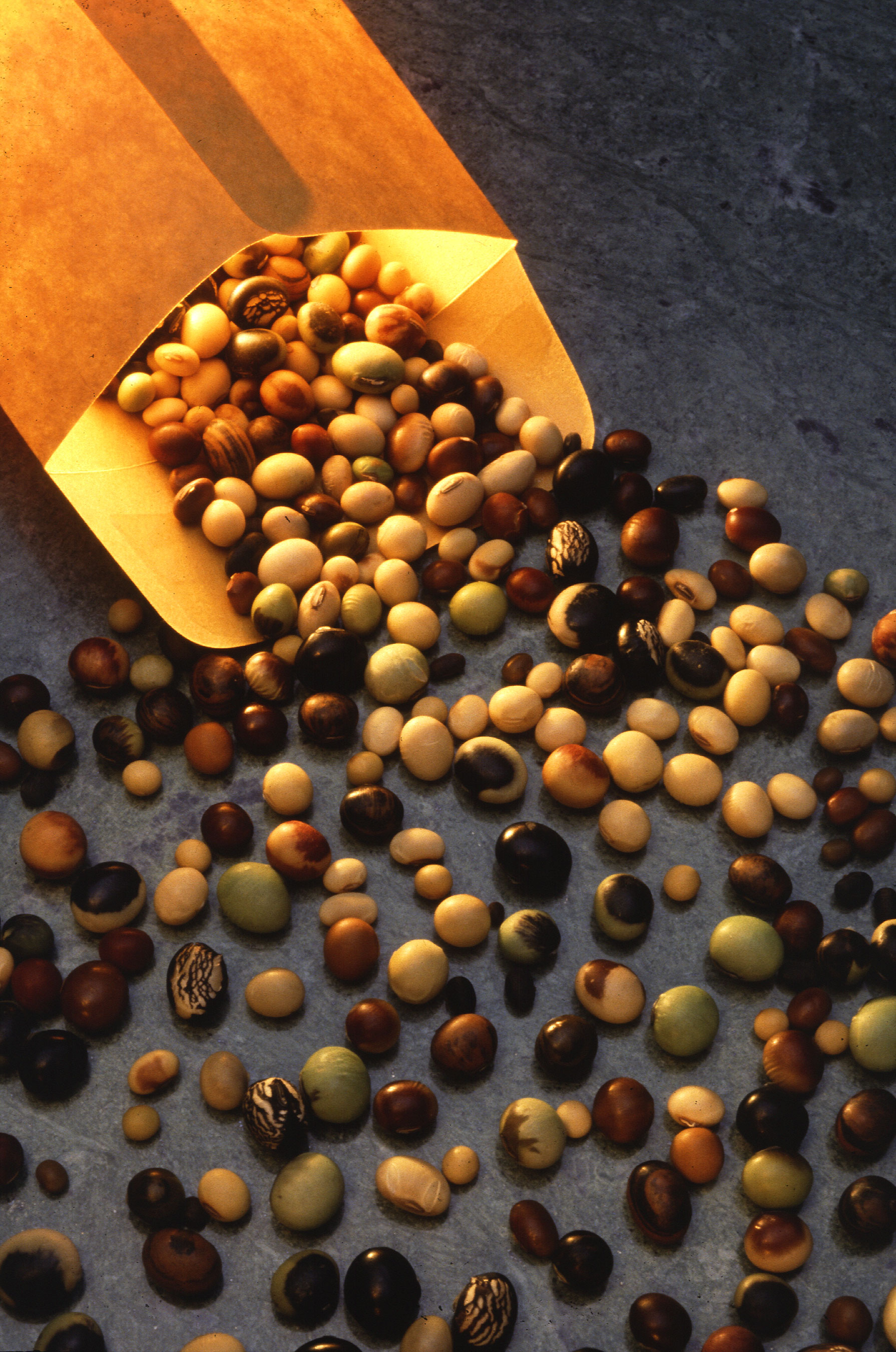
Odrůdy sóji

- Podzemnice olejná (arašídy neboli buráky)
- Bob obecný koňský
- Lupina úzkolistá (vlčí bob úzkolistý)
- Lupina bílá
- Lupina žlutá
- Vikev panonská (vička)
- Vikev huňatá (vička)
- Vikev setá (vička)
- Cizrna beraní (římský hrách)

### Související
- Lusková zelenina